# Corethrella travassosi
Corethrella travassosi är en tvåvingeart som beskrevs av Lane 1942. Corethrella travassosi ingår i släktet Corethrella och familjen Corethrellidae. Inga underarter finns listade i Catalogue of Life.